# Thanatus fabricii
Thanatus fabricii là một loài nhện trong họ Philodromidae.
Loài này thuộc chi Thanatus. Thanatus fabricii được Jean Victor Audouin miêu tả năm 1826.